# 산주목이끼과
산주목이끼과(Plagiotheciaceae)는 털깃털이끼목에 속하는 이끼과의 하나이다. 넓은산주목이끼(Plagiothecium euryphyllum)와 산주목이끼(Plagiothecium nemorale) 등을 포함하고 있다.

## 하위 속
- 산주목이끼속 (Plagiothecium)
- Struckia